# Bataille de Wofla
Guerre Adal-Éthiopie
Batailles
La Bataille de Wofla s'est déroulée le 28 août 1542 près du Lac Ashenge à Wofla (Ofla) entre les Portugais sous Cristóvão da Gama et les forces de l'Imam Ahmad ibn Ibrahim al-Ghazi. Renforcé par une supériorité non seulement en nombre mais en armes à feu, l'imam Ahmad a remporté la victoire et a forcé les Portugais, ainsi que la reine Seble Wongel et sa suite, à fuir leur campement fortifié et à laisser leurs armes derrière eux.

## Contexte
En 1527, le sultanat d’Adal dirigé par l'imam somali Ahmed envahit l'Éthiopie, il réussit, en deux ans, à contrôler une grande partie du pays : il occupe le Daouaro et le Shewa, l’Amhara et le Lasta, soumet au passage Balé, Hadiya et Sidamo et efface la chrétienté du Cambata. Il dévaste les hauts-plateaux, brûle les églises, pille les villes et les monastères. Seuls le Tigray, le Bégemeder et le Godjam sont épargnés. En 1533, Gragn lance toutes ses forces contre les provinces du nord. Il envahit le Tigré et rencontre une résistance dans la province de Seraye (en), qui fait partie du royaume du Medri Bahri (en), menée par Adkamé Melaga qui résiste jusqu'à la fin de la guerre. Il achève la conquête de l’Abyssinie, à l’exception de quelques régions montagneuses où se sont réfugiés le negus Dawit II et ses partisans. Le pays est dévasté à tel point que les envahisseurs eux-mêmes souffrent de la famine.
Un corps expéditionnaire portugais dirigées par Christophe de Gama débarque à Massawa, au nord de l'Éthiopie, en 1541 pour soutenir le negus Gelawdewos, successeur de Dawit II. Ils remportent un premier succès en franchissant l’Amba-Sénéïti, puis arrivent début avril 1542 au sud de Macallé où ils se retranchent devant le gros des troupes de Gragn.

## Déroulement
Alors qu'il fuyait le champ de bataille avec 14 soldats, Cristóvão da Gama, le bras blessé par une balle, a été capturé cette nuit-là par des partisans de l'imam Ahmad, qui avaient été conduits dans les broussailles où ils s'étaient réfugiés auprès d'une vieille femme . Cependant, d'autres récits indiquent que Gama était resté pour chercher une femme qu'il avait capturée à la Bataille de la Colline des Juifs dont il s'était entiché . Néanmoins, il a ensuite été amené en présence de l'Imam Ahmad ibn Ibrahim al-Ghazi, qui a torturé et exécuté son adversaire prisonnier .
Joseph François Lafitau, chroniqueur jésuite du XVIIe siècle, relate ces événements : 
« Conduit en la présence du roi vainqueur, Grada Ahmed lui demanda ce qu'il aurait fait de lui en pareille occasion s'il l'avait pris. Gama sans s'étonner lui répondit fièrement : “je t'aurais fais trancher la tête, couper ton corps en quartiers que j'aurais fait suspendre en divers endroits, pour y servir d'exemple et d'épouvantail aux tyrans" […] il lui coupa la tête de sa propre main, et exécuta sur lui le reste de la sentence qu'il avait prononcé contre lui-même. […] ».
Un désaccord s'est produit entre l'imam Ahmed Gragn et ses mousquetaires ottomans à ce point de la victoire sur la gestion des Portugais capturés dans la bataille. Les Ottomans voulaient utiliser ces prisonniers comme un outil de négociation dans leurs pourparlers en cours avec Lisbonne, ils ont donc fait les demandes suivantes pour qu'ils soient remis sains et saufs aux soins des autorités provinciales yéménites.
Cependant, l'imam Ahmed Gragn a refusé cette demande et a tué de ses propres mains quelques heures seulement après l'avoir capturé, Cristóvão da Gama. Furieux, le commandant ottoman a déserté Ahmed et est retourné au Yémen avec la majorité de ses forces .
La bataille a empêché l'établissement d'une présence militaire permanente des Portugais en Éthiopie et dans la Corne de l'Afrique. Après la mort de Cristóvão da Gama et la majorité de ses soldats ayant été capturés ou tués, les Portugais hésitèrent à s'investir davantage dans la région, faisant ainsi du Sultanat Adal la principale puissance de la Corne de l'Afrique .
À la suite de cette bataille, les forces de l'Adal progressent jusqu'à leur arrêt lors de la bataille de Wayna Daga et la mort d'Ahmed al-Ghazi.